# Ställberg

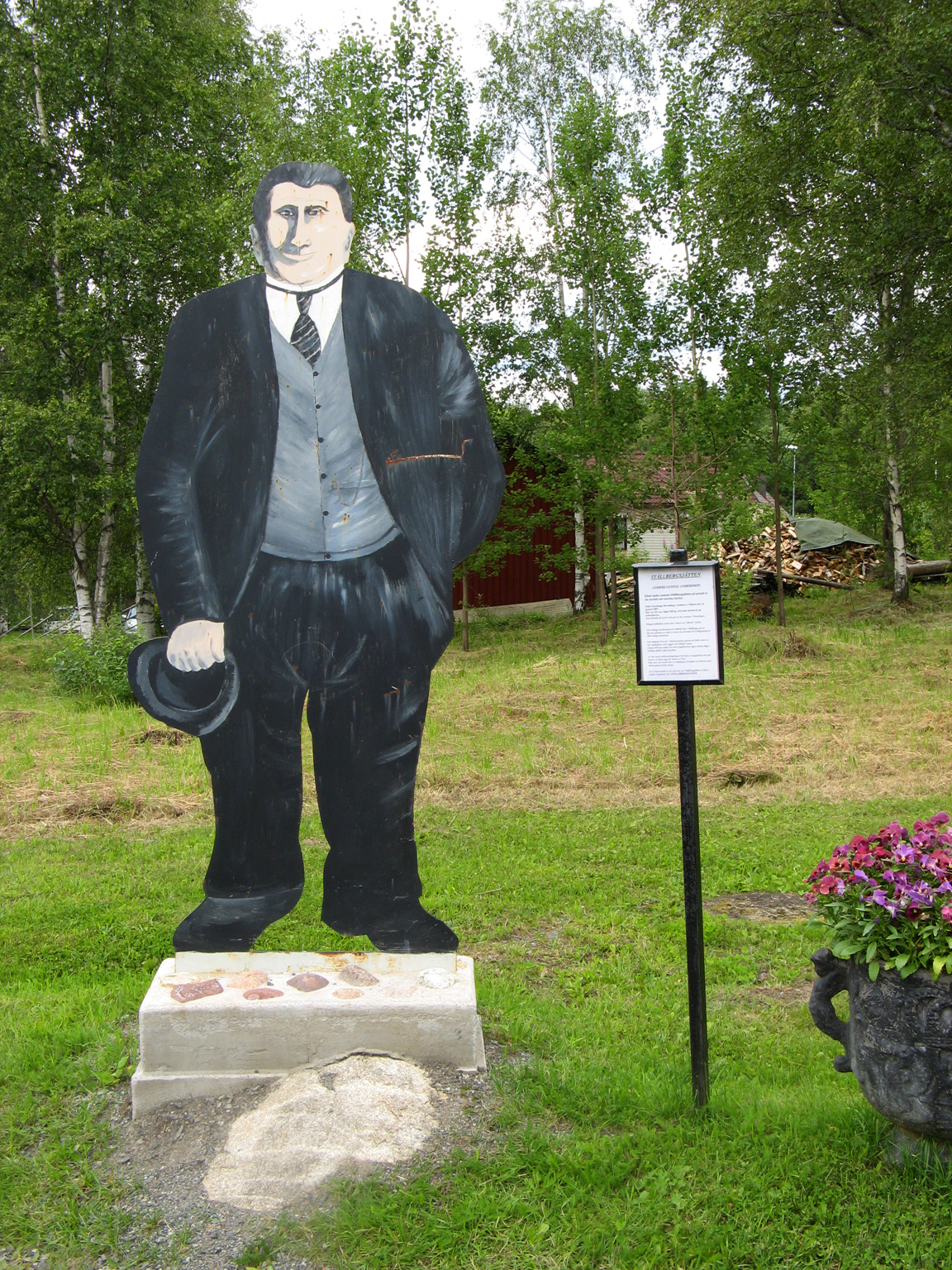
Ställbergsjätten i Ställberg

Ställberg är en småort i Ljusnarsbergs socken i Ljusnarsbergs kommun, Västmanland (Örebro län). 

## Historia
Ställbergsgruvan, en manganhaltig järnmalmsgruva, var i drift från 1867 till 1977. Ägare var Ställbergsbolagen, eller Ställbergs Grufve AB, som det egentligen hette, som en gång var Sveriges näst största malmexportör. Ställbergsbolagen kom från 1930-talet även att vara ägare till Stripa gruva, Idkerbergets gruva samt till Hillängsgruvan i Ludvika kommun. Ställbergsgruvan var under en stor del av 1900-talet Sveriges djupaste med sina 1000 meter. Gruvan var även den första i landet att införa bergborrning med tryckluft. 
Den gruvanläggning som idag finns där byggdes 1920-22, ritad av P. Härdéns konstruktionsfirma i Stockholm. Gruvlaven, en av de första byggd i betong, var ursprungligen vit, men kamouflagemålades under andra världskriget. Då kapades också det toppiga taket för att ge plats åt luftvärnskanoner. Efter kriget fick laven tillbaka sin vita färg igen. Under 1940- och 50-talen var Ställberg ett expansivt samhälle. Inflyttningen var stor, och det byggdes radhus och egnahem. Vid 1960-talets slut stod samhället på sin topp. Knappt tio år senare var det dock slut, gruvan lades ned 1977. Gruvanläggningen står kvar relativt intakt sedan nedläggningen.
2013 nyinvigdes den som ett konstcenter, som drivs av föreningen The non existent Center. Ställbergs gruva/The non existent Center har bland annat fått NA:s kulturpris.
I anslutning till Ställbergsgruvan ligger också Polhemsgruvan och Haggruvan med sina betonglavar ritade av arkitekten Yngve Fredriksén, uppförda 1958 respektive 1955. Polhemsgruvan lades ned 1967 och Haggruvan 1968.
En staty av Ställbergsjätten i naturlig storlek finns i korsningen Bönhusbacken/Kopparbergsvägen (Länsväg 792). Enligt historien var Ställbergsjätten en väldigt stor och stark gruvarbetare i Ställbergsgruvan. I Ställberg fanns det även en skola. Denna står dock idag tom och övergiven. Under flyktingkrisen[när?] så användes den dock som flyktingförläggning. Precis som de gamla hyreshusen i den närliggande byn Ställdalen. Men efter detta står både skolan i Ställberg och hyreshusen i Ställdalen återigen tomma. 

### Befolkningsutveckling
| Befolkningsutvecklingen i Ställberg 1950–2015 | Befolkningsutvecklingen i Ställberg 1950–2015 | Befolkningsutvecklingen i Ställberg 1950–2015 | Befolkningsutvecklingen i Ställberg 1950–2015 | Befolkningsutvecklingen i Ställberg 1950–2015 |
| --------------------------------------------- | --------------------------------------------- | --------------------------------------------- | --------------------------------------------- | --------------------------------------------- |
|                                               |                                               |                                               |                                               |                                               |
| År                                            |                                               |                                               | Folkmängd                                     | Areal (ha)                                    |
| 1950                                          | 1950                                          |                                               | 315                                           |                                               |
| 1960                                          | 1960                                          |                                               | 468                                           |                                               |
| 1965                                          | 1965                                          |                                               | 439                                           |                                               |
| 1970                                          | 1970                                          |                                               | 436                                           |                                               |
| 1975                                          | 1975                                          |                                               | 369                                           |                                               |
| 1980                                          | 1980                                          |                                               | 319                                           | 72                                            |
| 1990                                          | 1990                                          |                                               | 249                                           | 73                                            |
| 1995                                          | 1995                                          |                                               | 216                                           | 73                                            |
| 2000                                          | 2000                                          |                                               | 159                                           | 73#                                           |
| 2005                                          | 2005                                          |                                               | 121                                           | 73#                                           |
| 2010                                          | 2010                                          |                                               | 99                                            | 68#                                           |
| 2015                                          | 2015                                          |                                               | 85                                            | 44#                                           |
| Anm.: Upphörde som tätort 2000. # Som småort. |                                               |                                               |                                               |                                               |

## Samhället
Ställberg är ett lite avsides villasamhälle (helt utan samhällsservice) med pendling till de närliggande tätorterna.
Gruvområdet med byggnader började sommaren 2013 förvandlas till en ny arena för samtida konst och tanke av konstgruppen The non existent Center. 

## Kommunikationer
Två järnvägar (som båda hör till Bergslagsbanan) går genom samhället, båda två går mellan Ställdalen och Grängesberg. De heter enligt skyltar i Ställdalen Silverhöjdsspåret (östra spåret) och Hörkenspåret (västra spåret). Silverhöjdsspåret är en del av TGOJ-banan mellan Ludvika och Oxelösund och passerar igenom Silverhöjden mellan Ställberg och Grängesberg, medan Hörkenspåret passerar genom Hörken. Inga tåg stannar längre i Ställberg och stationsbyggnaden revs på 1980-talet.
Länsväg T 792 går rakt genom Ställberg i nord-sydlig riktning, hastighetsbegränsningen är 70 km/tim från Ställdalen till Hörken - även genom Ställberg. Bussförbindelser till och från Ställberg finns på vardagar.